# Kingston Town (cheval)
Kingston Town (1976-1991) est un cheval de course pur-sang anglais, considéré comme l'un des plus grands champions de l'histoire des courses australiennes. 

## Carrière de courses
Élevé par le milliardaire David Hains, qui en vendit la moitié lorsqu'il n'atteignit pas son prix de réserve (Aus $ 8 000) aux ventes de yearlings, Kingston Town débute à 2 ans sur l'hippodrome de Canterbury, du côté de Syndey. Il termine bon dernier. Ces premiers pas guère concluants poussent son entourage à le castrer pour lui donner une chance de briller en course. Bien vu, de retour trois mois et demi plus tard, le poulain remporte un handicap à 33/1 et, dès lors, ne s'arrête plus de gagner : cinq victoires plus tard, il est lauréat de groupe 1 à la faveur de son succès dans les Spring Champion Stakes. Envoyé à Melbourne, le champion de Sydney bute sur les meilleurs poulains du coin mais prend tout de même plusieurs accessits dans les classiques. Mais de retour à la maison, il reprend le cours de ses victoires et enchaîne quatre groupe 1 à l'arrière-saison, les Rosehill Guineas, l'AJC Derby, les Tancred Stakes et la Sydney Cup. C'est toute sa carrière qui s'écrit là : quasiment invincible sur les hippodromes de Sydney (où il remportera 21 victoires consécutives), Kingtson Town ne gagne que cinq de ses treize sorties sur ceux de Melbourne. Il achève son année de 3 ans par deux victoires à Brisbane qui lui assurent un titre de cheval de l'année en Australie. 
À partir de 4 ans, la carrière du champion prend un tour étrange, marqué par la répétition d'un même scénario : Kingston Town ne réalise qu'une demi-saison, il règne sur le "carnaval de printemps" (d'août à novembre), part à Melbourne où il connaît des fortunes diverses tout en remportant le Cox Plate, la course australienne la plus relevée, puis se blesse et manque le "carnaval d'automne" (de janvier à juillet). Certaines courses sont à lui, comme le Cox Plate où il réalise un historique triplé, d'autres se refusent comme la Caulfield Cup et surtout la Melbourne Cup, la course la plus célèbre du pays, où il échoue par deux fois, terminant même bon dernier de la Melbourne Cup 1981, le seul véritable échec de sa carrière puisque, hormis le jour de ses débuts, où il était certainement gêné par les attributs qu'on lui ôtera dans la foulée, il n'a jamais fini plus loin que quatrième en 40 courses. 
Du haut de ses 30 victoires, dont quatorze groupe 1 (le système des courses de groupe est introduit en Australie en 1979), Kingtson Town, le premier cheval à dépasser le million de dollars australiens de gains, est le plus grand champion des courses océaniennes depuis le légendaire Phar Lap à la fin des années 1920. Et comme son illustre devancier, il est envoyé en Amérique une fois qu'il a fait trois fois le tour du programme australien. Il y débarque le 15 février 1984, mais ne s'y produira jamais, n'ayant pu surmonter ses problèmes récurrents aux tendons. Ramené sur le sol natal, il prépare un come-back en 1985 mais doit y renoncer, toujours en raison de ses tendons fragiles. Ainsi s'achève cette carrière exceptionnelle, que les handicapeurs britanniques de Timeform sanctionneront (rétrospectivement, puisqu'ils ne notaient pas les courses australiennes à l'époque) d'un rating exceptionnel, 137, le quatrième plus haut rating jamais donné à un cheval australien (après Phar Lap en 141, et les champions d'après-guerre Tulloch et Bernborough en 138), si tant est qu'on puisse le comparer avec les deux reines du 21e siècle, Black Caviar et Winx, dont le rating (136 pour l'une, 134 pour l'autre) est pondéré en raison de leur sexe. Mais tout comme elle, Kingston a bien gagné sa place tout en haut du Hall of Fame des courses australiennes, où il est admis dès son inauguration en 2001. À l'issue de sa carrière, il se retire dans le haras de son propriétaire, et meurt en 1991 à la suite d'une blessure à la jambe qui ne put être soignée.

### Résumé de carrière
| Date             | Hippodrome       | Pays             | Course                  | Statut           | Distance         | Jockey           | Place            | Vainqueur ou deuxième |
| 1978-1979, 2 ans | 1978-1979, 2 ans | 1978-1979, 2 ans | 1978-1979, 2 ans        | 1978-1979, 2 ans | 1978-1979, 2 ans | 1978-1979, 2 ans | 1978-1979, 2 ans | 1978-1979, 2 ans      |
| ---------------- | ---------------- | ---------------- | ----------------------- | ---------------- | ---------------- | ---------------- | ---------------- | --------------------- |
| 12 mars          | Canterbury       | Australie        | Alfalfa Handicap        |                  | 1 250 m          | M. Johnston      | 13e              | The Skite             |
| 30 juin          | Rosehill         | Australie        | Round Table Handicap    |                  | 1 200 m          | M. Johnston      | 1er              | Just Sunday           |
| 1979-1980, 3 ans |                  |                  |                         |                  |                  |                  |                  |                       |
| 28 juillet       | Rosehill         | Australie        | Sir Ivor Handicap       |                  | 1 200 m          | M. Johnston      | 1er              | Bemboka Yacht         |
| 11 août          | Warwick Farm     | Australie        | Commissionaire Handicap |                  | 1 200 m          | M. Johnston      | 1er              | Manfilou              |
| 1er septembre    | Rosehill         | Australie        | Peter Pan Stakes        | Gr. 2            | 1 500 m          | J. Duggan        | 1er              | Spear                 |
| 15 septembre     | Rosehill         | Australie        | Gloaming Handicap       | Gr. 2            | 1 850 m          | M. Johnston      | 1er              | Shogun                |
| 29 septembre     | Randwick         | Australie        | Spring Champion Stakes  | Gr. 1            | 2 000 m          | M. Johnston      | 1er              | Young Shaun           |
| 13 octobre       | Caulfield        | Australie        | Caulfield Guineas       | Gr. 1            | 1 600 m          | M. Johnston      | 3e               | Runaway Kid           |
| 20 octobre       | Caulfield        | Australie        | Caulfield Cup           | Gr. 1            | 2 400 m          | W. Triloar       | 4e               | Mighty Kingdom        |
| 3 novembre       | Flemington       | Australie        | Victoria Derby          | Gr. 1            | 2 500 m          | R. Higgins       | 2e               | Big Print             |
| 9 février        | Randwick         | Australie        | Expressway Stakes       | Gr. 2            | 1 200 m          | M. Johnston      | 1er              | Lady Manina           |
| 23 février       | Rosehill         | Australie        | Heritage Stakes         |                  | 1 500 m          | J. Duggan        | 1er              | Moulton               |
| 22 mars          | Rosehill         | Australie        | Rosehill Guineas        | Gr. 1            | 2 000 m          | M. Johnston      | 1er              | Polo Player           |
| 30 mars          | Rosehill         | Australie        | Tancred Stakes          | Gr. 1            | 2 400 m          | M. Johnston      | 1er              | Double Century        |
| 7 avril          | Randwick         | Australie        | AJC Derby               | Gr. 1            | 2 400 m          | M. Johnston      | 1er              | Mr. Independent       |
| 12 avril         | Randwick         | Australie        | Sydney Cup              | Gr. 1            | 3 200 m          | M. Johnston      | 1er              | Double Century        |
| 24 mai           | Eagle Farm       | Australie        | Grand Prix Stakes       | Gr. 2            | 2 200 m          | M. Johnston      | 1er              | Red Kilt              |
| 7 juin           | Eagle Farm       | Australie        | Queensland Derby        | Gr. 1            | 2 400 m          | M. Johnston      | 1er              | Red Kilt              |
| 1980-1981, 4 ans |                  |                  |                         |                  |                  |                  |                  |                       |
| 30 août          | Randwick         | Australie        | Warwick Stakes          | Gr. 2            | 1 400 m          | M. Johnston      | 1er              | Blockbuster           |
| 13 septembre     | Randwick         | Australie        | Chelmsford Stakes       | Gr. 2            | 1 800 m          | M. Johnston      | 1er              | Ming Dynasty          |
| 27 septembre     | Rosehill         | Australie        | STC Cup                 | Gr. 3            | 2 400 m          | M. Johnston      | 1er              | Over The Ocean        |
| 11 octobre       | Caulfield        | Australie        | Caulfield Stakes        | Gr. 1            | 2 000 m          | M. Johnston      | 2e               | Hyperno               |
| 18 octobre       | Caulfield        | Australie        | Caulfield Cup           | Gr. 1            | 2 400 m          | M. Johnston      | 3e               | Ming Dynasty          |
| 25 octobre       | Moonee Valley    | Australie        | Cox Plate               | Gr. 1            | 2 050 m          | M. Johnston      | 1er              | Prince Ruling         |
| 15 août          | Rosehill         | Australie        | Premiere Stakes         | Gr. 3            | 1 200 m          | M. Johnston      | 1er              | More Mink             |
| 1981-1982, 5 ans |                  |                  |                         |                  |                  |                  |                  |                       |
| 22 août          | Randwick         | Australie        | Warwick Stakes          | Gr. 2            | 1 400 m          | M. Johnston      | 1er              | Belmura Lad           |
| 5 septembre      | Randwick         | Australie        | Chelmsford Stakes       | Gr. 2            | 1 800 m          | M. Johnston      | 1er              | Belmura Lad           |
| 19 septembre     | Rosehill         | Australie        | STC Cup                 | Gr. 2            | 2 400 m          | M. Johnston      | 1er              | Lord Warden           |
| 26 septembre     | Randwick         | Australie        | George Main Stakes      | Gr. 1            | 1 600 m          | M. Johnston      | 1er              | Arbogast              |
| 10 octobre       | Caulfield        | Australie        | Caulfield Stakes        | Gr. 1            | 2 000 m          | M. Johnston      | 1er              | Sovereign Red         |
| 24 octobre       | Moonee Valley    | Australie        | Cox Plate               | Gr. 1            | 2 050 m          | R. Quinton       | 1er              | Lawman                |
| 31 octobre       | Flemington       | Australie        | McKinnon Stakes         | Gr. 1            | 2 000 m          | R. Quinton       | 2e               | Belmura Lad           |
| 3 novembre       | Flemington       | Australie        | Melbourne Cup           | Gr. 1            | 3 200 m          | M. Johnston      | 20e              | Just A Dash           |
| 1982-1983, 5 ans |                  |                  |                         |                  |                  |                  |                  |                       |
| 21 août          | Warwick Farm     | Australie        | Warwick Stakes          | Gr. 2            | 1 400 m          | M. Johnston      | 1er              | Rare Form             |
| 4 septembre      | Warwick Farm     | Australie        | Chelmsford Stakes       | Gr. 2            | 1 800 m          | M. Johnston      | 4e               | Rare Form             |
| 18 septembre     | Rosehill         | Australie        | Hill Stakes             | Gr. 2            | 1750 m           | M. Johnston      | 2e               | Cossack Prince        |
| 25 septembre     | Randwick         | Australie        | George Main Stakes      | Gr. 1            | 1 600 m          | M. Johnston      | 1er              | Northern Reward       |
| 9 octobre        | Caulfield        | Australie        | Caulfield Stakes        | Gr. 1            | 2 000 m          | P. Cook          | 1er              | Deb's Mate            |
| 23 octobre       | Moonee Valley    | Australie        | Cox Plate               | Gr. 1            | 2 050 m          | P. Cook          | 1er              | Grosvenor             |
| 2 novembre       | Flemington       | Australie        | Melbourne Cup           | Gr. 1            | 3 200 m          | M. Johnston      | 2e               | Gurner's Lane         |
| 27 novembre      | Ascot            | Australie        | Western Mail Classic    | Gr. 1            | 1 800 m          | M. Johnston      | 1er              | Getting               |

## Origines
Kingston Town appartient à la première génération des produits de Bletchingly, dont la carrière de course fut aussi brève (cinq courses : une victoire à 3 ans, trois victoires  à 4 ans, dont l'important The Galaxy Handicap, et une deuxième place) que sa carrière d'étalon fut fructueuse. Bien aidé par le plus célèbre de ses rejetons, Bletchingly a conquis trois titres de tête de liste des étalons en Australie (1980, 1981, 1982) et donné huit autres lauréats de groupe 1, parmi lesquels le champion  Emancipation, cheval de l'année en 1984. 
Ada Hunter, la mère de Kingtson Town, d'origine française, est née en Allemagne pour le compte d'un élevage italien, n'a pas couru, a conçu un poulain en Angleterre avant d'être exportée en Australie puis aux États-Unis en 1987. Elle a donné en Private Thoughts, un propre frère de Kingtson Town, un lauréat de groupe 2 (les Phar Lap Stakes). Il s'agit d'une belle famille française issue de l'élevage de Mme Jean Couturié. La troisième mère de Kingston Town, Gradisca, a donné Tahiti (par Tornado), lauréate du Prix de Diane 1954 et deuxième de la Poule d'Essai des Pouliches. À la génération précédente on trouve Phebe (par Pharos), troisième de la Poule d'Essai des Pouliches et fille de La Grêlée, jument-base de l'élevage du Haras du Mesnil, mère de Rialto (par Helicon), vainqueur notamment du Prix d'Ispahan et deuxième du Prix de l'Arc de Triomphe 1928. 

### Pedigree
| Origines de Kingston Town (AUS), hongre bai brun né en 1976 | Origines de Kingston Town (AUS), hongre bai brun né en 1976 | Origines de Kingston Town (AUS), hongre bai brun né en 1976 | Origines de Kingston Town (AUS), hongre bai brun né en 1976 |
| ----------------------------------------------------------- | ----------------------------------------------------------- | ----------------------------------------------------------- | ----------------------------------------------------------- |
| Père Bletchingly 1970                                       | Biscay 1965                                                 | Star Kingdom 1946                                           | Stardust                                                    |
| Père Bletchingly 1970                                       | Biscay 1965                                                 | Star Kingdom 1946                                           | Impromptu                                                   |
| Père Bletchingly 1970                                       | Biscay 1965                                                 | Magic Symbol 1956                                           | Makarpura                                                   |
| Père Bletchingly 1970                                       | Biscay 1965                                                 | Magic Symbol 1956                                           | Magic Wonder                                                |
| Père Bletchingly 1970                                       | Coogee 1959                                                 | Relic 1945                                                  | War Relic                                                   |
| Père Bletchingly 1970                                       | Coogee 1959                                                 | Relic 1945                                                  | Bridal Colors                                               |
| Père Bletchingly 1970                                       | Coogee 1959                                                 | Last Judgement 1948                                         | Fair Trial                                                  |
| Père Bletchingly 1970                                       | Coogee 1959                                                 | Last Judgement 1948                                         | Faustina                                                    |
| Mère Ada Hunter 1970                                        | Andrea Mantegna 1961                                        | Ribot 1952                                                  | Tenerani                                                    |
| Mère Ada Hunter 1970                                        | Andrea Mantegna 1961                                        | Ribot 1952                                                  | Romanella                                                   |
| Mère Ada Hunter 1970                                        | Andrea Mantegna 1961                                        | Angela Rucellai 1954                                        | Rockefella                                                  |
| Mère Ada Hunter 1970                                        | Andrea Mantegna 1961                                        | Angela Rucellai 1954                                        | Aristareta                                                  |
| Mère Ada Hunter 1970                                        | Almah 1957                                                  | Alycidon 1945                                               | Donatello II                                                |
| Mère Ada Hunter 1970                                        | Almah 1957                                                  | Alycidon 1945                                               | Aurora                                                      |
| Mère Ada Hunter 1970                                        | Almah 1957                                                  | Gradisca 1943                                               | Goya                                                        |
| Mère Ada Hunter 1970                                        | Almah 1957                                                  | Gradisca 1943                                               | Phebe (famille 12-b)                                        |